# Ліннвуд (Каліфорнія)
Ліннвуд (англ. Lynwood) — місто (англ. city) в США, в окрузі Лос-Анджелес штату Каліфорнія. Населення — 67 265 осіб (2020).

## Географія
Ліннвуд розташований за координатами 33°55′26″ пн. ш. 118°12′6″ зх. д. / 33.92389° пн. ш. 118.20167° зх. д. (33.923962, -118.201647).  За даними Бюро перепису населення США в 2010 році місто мало площу 12,54 км², уся площа — суходіл.

## Демографія
Згідно з переписом 2010 року, у місті мешкали 69 772 особи в 14 680 домогосподарствах у складі 13 138 родин. Густота населення становила 5566 осіб/км².  Було 15277 помешкань (1219/км²).
Расовий склад населення:
| - 39,3 % — білих - 10,3 % — чорних або афроамериканців - 0,7 % — корінних американців - 0,7 % — азіатів - 0,3 % — вихідців з тихоокеанських островів - 45,4 % — осіб інших рас |

До двох чи більше рас належало 3,4 %. Частка іспаномовних становила 86,6 % від усіх жителів.
За віковим діапазоном населення розподілялося таким чином: 32,9 % — особи молодші 18 років, 61,7 % — особи у віці 18—64 років, 5,4 % — особи у віці 65 років та старші. Медіана віку мешканця становила 27,8 року. На 100 осіб жіночої статі у місті припадало 94,7 чоловіків;  на 100 жінок у віці від 18 років та старших — 91,1 чоловіків також старших 18 років.
Середній дохід на одне домашнє господарство  становив 54 589 доларів США (медіана — 43 109), а середній дохід на одну сім'ю — 53 722 долари (медіана — 42 638). Медіана доходів становила 29 522 долари для чоловіків та 26 295 доларів для жінок. За межею бідності перебувало 25,3 % осіб, у тому числі 35,4 % дітей у віці до 18 років та 15,5 % осіб у віці 65 років та старших.
Цивільне працевлаштоване населення становило 27 623 особи. Основні галузі зайнятості: виробництво — 18,6 %, освіта, охорона здоров'я та соціальна допомога — 14,9 %, роздрібна торгівля — 13,1 %.